# محله تئاتر هوستون
محله تئاتر هوستون (به انگلیسی: Houston Theater District) یک منطقهٔ مسکونی در ایالات متحده آمریکا است که در هیوستون واقع شده‌است.